# Випадковий шпигун
Випадковий шпигун (англ. The Accidental Spy) — гонконгський фільм за участю Джекі Чана. Вийшов на екрани в 2001 році.

## Сюжет
Сирота Бак (Чан) звик демонструвати власну спритність та винахідливість тільки у крамниці спортивних товарів, де працював продавцем. Але одного разу Бак став героєм дня, зірвавши плани грабіжників, і відразу потрапив у поле зору спецслужб. Виявилося, що його батько був шпигуном Північної Кореї, і він залишив своєму сину небезпечний спадок... Черговий результат співпраці найпопулярнішої азійської зірки з американською кінокомпанією «Мірамакс» не досяг комерційних результатів «Шанхайського полудня» та суперхітів з серії «Година пік», однак, напевно, зацікавить усіх прихильників Чана. Декому з рецензентів не сподобалося те, що у «Випадковому шпигуні» трохи більше драматичних епізодів, ніж в інших фільмах славетного актора-бійця, проте певне різноманіття не завадить досить однотипній продукції Чана, тим паче, що за кількістю і якістю карколомних трюків ця картина не поступається його попереднім голлівудським роботам.

## В ролях
- Джекі Чан — Бук Єн
- Ерік Тсанг — Мені Лу
- Вівіан Хсу — Йонг
- Кім Мін (Min Jeong) — Кармен
- Ву Хісінг-кво — Лі
- Альфред Чен — Ченг
- Антоні Рене Джонс — Філіп
- Глорі Саймон — Репортер
- Бред Алан — Охоронець Лі